# Publicações Europa-América
Publicações Europa-América este o editură portugheză fondată în 1945 de Francisco Lyon de Castro (1914-2004) și de fratele său, fotograful Adelino Lyon de Castro (1910-1953). Ea are sediul central în Mem Martins (Sintra).
Prima carte publicată a fost Centelha da Vida de Erich Maria Remarque și a urmat după scurt timp romanul A Oeste Nada de Novo al aceluiași autor. Primul mare succes editorial a fost Cela de Morte de Caryl Chessman, cu 120.000 de exemplare.
Cărțile publicate de editura Publicações Europa-América, fie scrise direct în portugheză, fie traduse în portugheză, sunt comercializate în Portugalia și pe continentul european, dar sunt, de asemenea, distribuite pe scară largă în America Latină.

## Succese editoriale
Printre succesele editoriale ale Publicações Europa-América pot fi menționate următoarele:
- O Erro de Descartes, António Damásio
- História Concisa de Portugal, José Hermano Saraiva
- História de Portugal, José Hermano Saraiva
- Farmácia Verde, James A. Duke
- Meu Filho, Meu Tesouro, Benjamim Spock
- Entrevista com o Vampiro, Anne Rice
- O Senhor dos Anéis, J.R.R. Tolkien
- Os très primeiros meses num novo emprego, Jean-Pierre Thiollet[4]

## Autori
Publicações Europa-América este editorul portughez al mai multor scriitori cunoscuți precum:
- Jeffrey Archer
- Robin Cook
- António Damásio
- P. D. James
- Heinz G. Konsalik
- Anne Rice
- Jean-Pierre Thiollet
- J.R.R. Tolkien

## Colecții
Publicações Europa-América are în portofoliul ei un număr mare de colecții.
- „Os Horríveis”
  - História Horrível
    - Os Celtas Safados
    - Os Miseráveis Romanos
    - Os Selvagens do Calhau
    - Os Egipcios Espantosos
    - Barafunda Medieval
    - Incas aos Bocadinhos
    - Os Gregos Baris
    - Feis Porcos e Viquingues
    - Os Romanos Sanguinários
    - A Terrivel I Guerra Mundial
    - A Terrivel II Guerra Mundial
    - Os Aztecas Sanguinários
    - Terrível Diário
    - Factos Marados
    - O Horrivel Natal

  - Ciência Horrível
    - Digestão Ngenta
    - Evolui ou Morre
    - Insectos à Solta
    - Sangue e Ossos aos Bocadinhos
    - Natureza Repelente
    - Miolos Pensadores
    - As Forças Fatais
    - Química Explosiva
    - Volts, Fúsiveis e Esticões
    - A Terrivel Verdade Sobre o Temo
    - Monstros Microscópicos
    - O Desatino dos Barulhos
    - Dinossáurios Perigosos
    - Experiências Malcheirosas
    - O Enorme Livro de Jogos e Actividades

  - Cultura Horrivel
    - Uma Galáxia Marada
    - Modas d'Arrasar
    - Matemáticas Assassinas
    - Apanhados da Bola
    - Apanhados dos Bits
    - Vómitos Artísticos
    - Os Malucos do Cinema
    - Abana o Capacete
    - Edíficios com a Telha
    - Chocolate na Penica
    - Arqueologia Pavorosa
    - Dinossáurios Esqueléticos
    - Mais Matemáticas Assassínas
    - A Fúria do Euro
    - Incrível Internet
    - Sudoku
    - Números
    - Os Aritmetruques Essenciais

  - Geografia Horrivel
    - Cuspidelas Terrestres
    - Tremeliques Terrestres
    - Que Seca de Deserto
    - Apanhados do Clima
    - Alforrecas, Tubarões e Profundesas
    - Pólos Trementes
    - Rios Raivosos
    - Picos Arrepiantes
    - Ilhas Bué de Selvagens
- Contemporânea
- Biblioteca da História
- Biblioteca das Ideias
- Cães, Gatos, Piriquitos & Companhia
- Nébula
- Dungeons & Dragons
- Esoterismo
- Apontamentos Europa-América

### Livros de Bolso
- Livros de Bolso Ficção Cientifica
- Livros de Bolso Guerra&Espionagem
- Livros de Bolso Grandes Obras
- Livros de Bolso Clube do Crime
- Livros de Bolso Terror e Suspense
- Livros de Bolso Western

## Legături externe
- Publicações Europa-América